# Quintus Pompeius Senecio Sosius Priscus
Quintus Pompeius Senecio Sos(s)ius Priscus war ein römischer Politiker und Senator des 2. Jahrhunderts.
Sein vollständiger Name lautete Quintus Pompeius Senecio Roscius Murena Coelius Sextus Iulius Frontinus Silius Decianus Gaius Iulius Eurycles Herculaneus Lucius Vibullius Pius Augustanus Alpinus Bellicius Sollers Iulius Aper Ducenius Proculus Rutilianus Rufinus Silius Valens Valerius Niger Claudius Fuscus Saxa Amyntianus Sosius Priscus. Er war ein Sohn des Konsuls des Jahres 149, Quintus Pompeius Sosius Priscus.
Vor seiner prätorischen Laufbahn war Sosius Priscus Sevir, praefectus feriarum Latinarum, triumvir monetalis, Quästor als Kandidat des Kaisers (162?), Legat wohl unter seinem Vater, dem Prokonsul der Provinz Asia (163/164?), und Prätor (167?).Im Jahr 169 wurde Sosius Priscus ordentlicher Konsul, danach praefectus alimentorum und durch Losentscheid Prokonsul von Asia. 
Sosius Priscus war zudem Pontifex, Sodalis Hadrianalis und Sodalis Antoninianus (Mitglied der religiösen Bruderschaften zu Ehren Hadrians und Antoninus Pius), Salius Collinus (Mitglied des Salier-Priesterkollegiums am Collis), Salius (erneute Erwähnung seiner Rolle als Salier), Quinquennalis (städtischer Magistrat alle fünf Jahre), Patronus municipii (Patron des Municipiums, vermutlich Tibur), und Curator fani Herculis Victoris (Verwalter des Heiligtums des Hercules Victor).
Er war mit Ceionia Fabia verheiratet. Quintus Pompeius Sosius Falco, Konsul im Jahr 193, war sein Sohn.